# Elżbietów (województwo lubelskie)
Elżbietów – wieś w Polsce położona w województwie lubelskim, w powiecie lubartowskim, w gminie Michów, w sołectwie Elżbietów.
W latach 1975–1998 miejscowość administracyjnie należała do ówczesnego województwa lubelskiego.
Wieś stanowi sołectwo gminy Michów. Według Narodowego Spisu Powszechnego (III 2011 r.) wieś liczyła 142 mieszkańców.

## Historia
Obszar wsi Elżbietów należał do rodu Sanguszków. Z czasem areał został poddany parcelacji. Wkrótce potem na tych terenach osiedliły się migrujące z okolic Kalisza oraz Mazowsza. Pierwszymi osadnikami były rodziny:

- Boguszów
- Dębskich
- Garwolińskich
- Kazimierskich
- Kubiaków
- Michalaków
- Nikodemskich
- Szatkowskich
- Piskorskich
- Podświadków

Właściciele ziemi wyszli z planem zbudowania we wsi szkoły, do czego jednak nie doszło. W 1919 r. ziemia została przekazana szkole w pobliskiej miejscowości Rudno.
W latach 1914–1919 prowizoryczna szkoła mieściła się w domu gospodarza Wawrzyńca Kubiaka, który był też tam jedynym nauczycielem. Oprócz oficjalnego nauczania w jęz. rosyjskim w szkole prowadzono potajemne nauczanie w jęz. polskim.
W okresie II wojny światowej w Elżbietowie znalazło się wielu partyzantów Batalionów Chłopskich (BCh), które stawiały aktywny opór siłom ówczesnego okupanta.
W latach 70. XX w. powstała tam baza kółka rolniczego oraz zbudowano w tym miejscu remizę strażacką.